# 富丽海滩 (南卡罗来纳州)
富丽海滩（英文：Folly Beach），是美国南卡罗来纳州下属的一座城市。城市类型是“City”。其面积大约为18.87平方英里（48.87平方公里）。根据2010年美国人口普查，该市有人口2,617人，人口密度约为每平方 英里138.69人（约合每平方公里53.55人）。